# Curcuma larsenii
Curcuma larsenii là một loài thực vật có hoa trong họ Gừng. Loài này được Charun Maknoi và Taya Jenjittikul mô tả khoa học đầu tiên năm 2006. Mẫu định danh C. Maknoi 496 thu thập ngày 26 tháng 8 năm tại Ban Sanamchai, huyện Phibun Mangsahan, tỉnh Ubon Ratchathani, miền đông Thái Lan.

## Từ nguyên
Loài được đặt tên khoa học để vinh danh Kai Larsen (1926-2012), nhà thực vật học người Đan Mạch đã bắt đầu nghiên cứu về họ Gừng tại Thái Lan từ khoảng thập niên 1960.

## Phân bố
Loài này có tại miền đông Thái Lan (Ubon Ratchathani), Lào (Champasak) và Việt Nam. Mẫu thu tại Việt Nam là Evrard 2324 ngày 3 tháng 7 năm 1929; và mẫu không số thu thập tại tại Madris (không rõ địa danh này, nhưng có thể là Đạ M'ri), km 97 đường tới Sài Gòn ngày 21 tháng 10 năm 1920. Môi trường sống là trong rừng thưa trên đất cát ẩm ướt.

## Mô tả
Cây thân thảo lâu năm, cao 25–30 cm. Cấu trúc ngầm thẳng đứng, hình trứng, đường kính 2–3 cm, ruột màu ánh vàng. Bẹ không phiến 2-3, dài 1-6,5 cm, màu vàng nhạt, lục hay đỏ xỉn với gân đỏ, đỉnh nhọn hoặc với mỏ nhỏ. Lá 2-4, bẹ dài đến 4 cm, nhẵn nhụi; cuống lá có đường rạch, dài 5–7 cm, nhẵn nhụi; lưỡi bẹ dài ~1 mm, dạng màng, nhẵn nhụi, cắt cụt; phiến lá hình mác, 20-25 × 3–5 cm, xanh lục, đôi khi với gân giữa màu tía, nhẵn nhụi cả hai mặt, ngoại trừ ít lông ngắn ở đỉnh, đáy thon nhỏ dần, đỉnh nhọn. Cụm hoa đầu cành; cuống cụm xanh lục, dài 5–10 cm, nhẵn nhụi; cành hoa bông thóc hình elip đến elip-thuôn dài, 4-6 × 2,5–3 cm; lá bắc sinh sản 7-15, hình trứng ngược, 15-20 × 18–25 mm, đối diện xim hoa bọ cạp xoắn ốc gồm 5-7 hoa, nhẵn nhụi, xanh lục với mép trắng, đỉnh cắt cụt, uốn ngược; lá bắc mào 3-5, nhỏ hơn và hẹp hơn, màu trắng hay xanh lục với các sọc trắng ở đỉnh. Lá bắc con hình trứng rộng, lõm, 4,5-6,5 × 3,5-5,0 mm, màu trắng, dạng màng, nhẵn nhụi. Hoa dài 2-2,5 cm, thò ra từ lá bắc. Đài hoa hình phễu, dài 4–6 mm, màu trắng, nhẵn nhụi, đỉnh 3 thùy không đều. Ống tràng dài 1-1,4 cm, màu trắng, nhẵn nhụi; thùy tràng 4,5-5,2 × 2,5–3 mm; thùy tràng lưng lõm, màu trắng hay vàng nhạt, đỉnh có nắp ngắn; thùy tràng bên lõm nông, màu trắng hay vàng nhạt, đỉnh tù. Nhị lép thuôn dài, trải rộng, 4,5-6,5 × 1,8-2,3 mm, màu trắng kem đến da cam sẫm với các gân trong mờ, vệt đỏ dọc theo mép gần cánh môi, thưa lông ở đáy, đỉnh nhọn, mép bị gặm mòn. Cánh môi hình trứng ngược rộng, 5,5-6,5 × 6-7,5 mm, xẻ thùy sâu 2,5-3,5 mm, lõm gian thùy rộng, màu trắng kem đến da cam sẫm với các gân trong mờ, sọc màu đỏ theo chiều dọc ở nửa dưới, dải gồ lên ở hai bên của lõm gian thùy màu trắng kem hay vàng; thùy rộng ~2mm, thuôn dài, đỉnh cụt với gặm mòn không đều. Chỉ nhị ~2,5 × 2 mm, màu trắng, nhẵn nhụi. Bao phấn ~2 × 1,5 mm, màu trắng, rậm lông gần đáy; không cựa; mào dài 1 mm, đỉnh khía răng cưa nông. Bầu nhụy 3 ngăn, thuôn dài, ~3 × 2,5 mm, màu trắng, nhẵn nhụi; không tuyến trên bầu; đầu nhụy hình chén áp ép, rộng 0,6 mm, miệng có răng cưa nhỏ. Quả hình gần cầu, đường kính 1 cm; hạt hình trứng ngược, dài 3,5 mm, màu nâu với áo hạt trắng. Nở hoa tháng 5-10.
Tương tự như C. gracillima ở các đặc trưng sinh dưỡng và cụm hoa, nhưng khác ở chỗ lá rộng hơn, lá bắc rộng hơn, đỉnh nhị lép nhọn thay vì cắt cụt, thùy cánh môi hình chữ nhật, đỉnh cụt với gặm mòn không đều, nhị lép và cánh môi màu trắng kem đến da cam với các gân trong mờ, vạch đỏ trên nửa dưới và dải giữa gồ lên màu trắng kem hay vàng.